# Basílica de Santa Teresa del Niño Jesús
La Basílica de Santa Teresa del Niño Jesús es una basílica menor católica dedicada a Teresa de Lisieux (una monja francesa beata católica) ubicada en el distrito de Shubra de El Cairo, capital de Egipto. En 1921 los carmelitas se establecieron allí abajo y dedicaron su Capilla a Santa Teresa de Lisieux. La mayor afluencia de visitantes y devotos condujo a la decisión de construir una iglesia grande. La primera piedra se colocó en 1931, y al año siguiente se había completado el proyecto de construcción. La iglesia esta bajo la circunscripción del Vicariato Apostólico de Alejandría en Egipto. La basílica fue decretada el 8 de julio de 1972. La estación de metro en la Basílica (línea 2) es Santa Teresa (سانتا تريزا).
Los Carmelitas operan en Egipto dos hospitales, uno en Alejandría y uno en la basílica  de El Cairo. Existe personal médico de Francia, Alemania, Italia y España.